# Liste der Kulturdenkmale in Fahrdorf
In der Liste der Kulturdenkmale in Fahrdorf sind alle Kulturdenkmale der schleswig-holsteinischen Gemeinde Fahrdorf (Kreis Schleswig-Flensburg) aufgelistet (Stand: 14. April 2025).
Die Bodendenkmale sind in der Liste der Bodendenkmale in Fahrdorf aufgeführt.

## Legende
In den Spalten befinden sich folgende Informationen:
- Objekt-ID: die Nummer des Kulturdenkmales
- Lage: die Adresse des Kulturdenkmales und die geographischen Koordinaten. Kartenansicht, um Koordinaten zu setzen. In der Kartenansicht sind Kulturdenkmale ohne Koordinaten mit einem roten Marker dargestellt und können in der Karte gesetzt werden. Kulturdenkmale ohne Bild sind mit einem blauen Marker gekennzeichnet, Kulturdenkmale mit Bild mit einem grünen Marker.
- Offizielle Bezeichnung: Bezeichnung des Kulturdenkmales
- Beschreibung: die Beschreibung des Kulturdenkmales
- Bild: ein Bild des Kulturdenkmales

## Bauliche Anlagen
| Objekt-ID      | Lage                                      | Offizielle Bezeichnung                  | Beschreibung | Bild            |
| -------------- | ----------------------------------------- | --------------------------------------- | --- | --------------- |
| 38094          | Mühlenberg 7 (54° 30′ 11″ N, 9° 36′ 2″ O) | Windmühle                               | Windmühle; 1889/90 erbaut für Müller Detlef Jöns; Kellerholländer mit zwei Untergeschossen aus gelbem Backstein, Achtkant aus Nadelholz, rekonstruierte Kappe mit Stahlflügelkreuz und Steert - Begründung: geschichtlich, Kulturlandschaft prägend - Schutzumfang: Windmühle - Denkmaltyp: Bauliche Anlage | BW              |
| 24114 Wikidata | Mühlenberg 9 (54° 29′ 59″ N, 9° 36′ 0″ O) | Bettermann-Mosaike am DRK-Pflegezentrum | Alteintragung (Aktualisierung vorgesehen) - Begründung: wissenschaftlich, künstlerisch - Schutzumfang: gesamtes Objekt - Denkmaltyp: Bauliche Anlage | Fotos hochladen |

## Quelle
- Liste der Kulturdenkmale in Schleswig-Holstein – Kreis Schleswig-Flensburg

- Karte mit allen Koordinaten:
- OSM |
- WikiMap